# Kiper

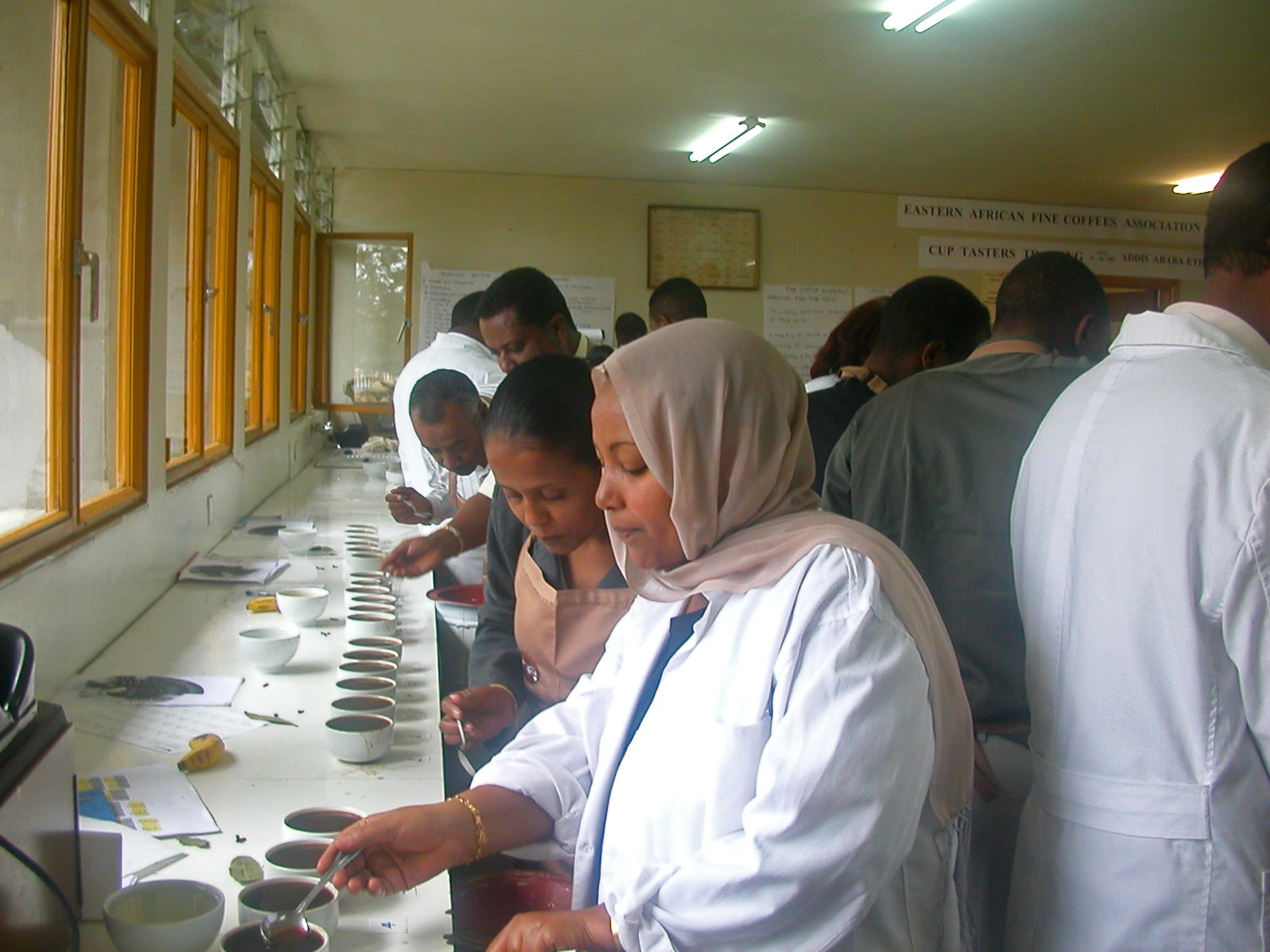
Kiperki kawy w Etiopii, 2005

Kiper – degustator, osoba zawodowo zajmująca się organoleptyczną oceną smaku, wyglądu, zapachu, jakością i klasyfikacją wszelkiego rodzaju potraw i napojów. Pojęcie to odnosi się głównie do osób degustujących i oceniających napoje alkoholowe takie jak wino, piwo, whisky itp. Kiper powinien wykazywać się szczególną wrażliwością smakowo-węchową oraz posiadać odpowiednią wiedzę, pozwalającą mu na obiektywną ocenę degustowanych trunków lub potraw.

## Pochodzenie słowa
Słowo pochodzi od niemieckiego słowa „Küper”, co oznacza: „bednarz” bądź „piwniczy”.

## Ocena jakości i klasyfikacja piwa
Zawodowy kiper piwny powinien posiadać zdolność rozróżniania podstawowych smaków: słodkiego, kwaśnego, gorzkiego, słonego, garbnikowego i metalicznego w wodnych roztworach. Powinien również umieć ocenić stężenie (intensywność) tych smaków. Ponadto powinien rozpoznać wszystkie zapachy i smaki mogące wystąpić w piwie oraz znać poszczególne gatunki i style piwa, umieć je odróżniać, opisywać i wskazywać wady. Do profesjonalnej oceny sensorycznej piwa używa się odpowiednich arkuszy, a poszczególnymi parametrami organoleptycznymi piwa podlegającymi ocenie są:
- zapach piwa
- smak piwa
- smakowitość piwa
- nasycenie w piwie
- goryczka w piwie

Do szczegółowej oceny profilu zapachowo-smakowego piw stosuje się zarówno w Polsce, jak i w większości państw diagram kołowy smaków i zapachów opracowany przez European Brewery Convention i zatwierdzony przez Polską Normę.

## Ocena jakości i klasyfikacja wina
Jakość napoju alkoholowego, a szczególnie wina, bada się:
- poprzez wizualną ocenę (najpierw w butelce, a potem po rozlaniu w naczyniu służącym do jego degustacji) jego barwy, klarowności, zapachu i zawartości ewentualnych osadów,
- pobranie niewielkiej próbki napoju do ust i zbadanie jego bukietu smakowego (po degustacji resztki napoju należy wypluć do spluwaczki).

Na ogólną ocenę napoju niebagatelny wpływ ma także kształt naczynia, w którym podlega ono degustacji.